# Местно самоуправление
Под местно самоуправление се разбира правото и реалната възможност за местните общности да регулират и да управляват в рамките на закона, на тяхна отговорност и в интерес на тяхното население, съществена част от обществените дела.
Градско самоуправление е най-ниското формално ниво, на което функционира съвременното гражданско общество. Градската управа разполага с определена степен на автономия и се финансира главно от събирането на данък върху недвижима собственост и приходи, реализирани в рамките на територията.